# Neesiochloa
Neesiochloa là một chi thực vật có hoa trong họ Hòa thảo (Poaceae).

## Loài
Chi Neesiochloa gồm các loài: